# Fortunato Pablo Urcey
Fortunato Pablo Urcey, O.A.R. (Estollo, La Rioja, España, 13 de marzo de 1947) es un religioso agustino recoleto español que actualmente es obispo-prelado de Chota, en Perú.

## Biografía

### Primeros años
Estudió teología en la Universidad Pontificia de Salamanca. En 1972, se trasladó como misionero a Chota, Perú. Desde 1978, es formador de religiosos en España y desde 1984, es formador en Perú. Entre 1987 y 2005, participa del gobierno de la provincia de San José en España. Fue párroco de Berceo, Estollo y San Andrés, parroquias atendidas desde el monasterio de San Millán de la Cogolla, donde era viceprior.

### Obispo
El 15 de octubre de 2005 el Papa Benedicto XVI lo nombró obispo-prelado de Chota, siendo consagrado el 12 de diciembre de 2005, por Emiliano Antonio Cisneros, O.A.R. en Chota. Desde el 21 de julio de 2019 es administrador apostólico de la diócesis de Cajamarca, por retiro temporal del obispo José Carmelo Martínez Lázaro